# Мыка (приток Улса)
Мыка — река в России, протекает в Пермском крае.

## Описание
Протекает полностью по территории Красновишерского района Пермского края. В верхнем и среднем течении течёт на юг и юго-восток, в нижнем течении — на юго-запад. Примерно в 8 км от устья принимает крупный приток Большая Выдерга. Устье реки находится в 27 км по правому берегу реки Улс. Длина реки составляет 18 км.

## Данные водного реестра
По данным государственного водного реестра России относится к Камскому бассейновому округу, водохозяйственный участок реки — Кама от водомерного поста у села Бондюг до города Березники, речной подбассейн реки — бассейны притоков Камы до впадения Белой. Речной бассейн реки — Кама.
По данным геоинформационной системы водохозяйственного районирования территории РФ, подготовленной Федеральным агентством водных ресурсов:
- Код водного объекта в государственном водном реестре — 10010100212111100004563
- Код по гидрологической изученности (ГИ) — 111100456
- Код бассейна — 10.01.01.002
- Номер тома по ГИ — 11
- Выпуск по ГИ — 1